# Chunnam Dragons Football Club 2013
Questa voce raccoglie le informazioni riguardanti il Chunnam Dragons Football Club nelle competizioni ufficiali della stagione 2013.

## Divise
| Casa | Trasferta |

## Rosa
| N. |                          | Ruolo | Calciatore         |
| -- | ------------------------ | ----- | ------------------ |
| 1  | Corea del Sud (bandiera) | P     | Kim Byung-Ji       |
| 2  | Corea del Sud (bandiera) | D     | Kim Tae-Ho         |
| 3  | Corea del Sud (bandiera) | D     | Lee Sang-Ho        |
| 4  | Corea del Sud (bandiera) | D     | Hong Jin-Gi        |
| 5  | Corea del Sud (bandiera) | D     | Hwang Do-Yeon      |
| 6  | Corea del Sud (bandiera) | C     | Lee Seung-Hee      |
| 8  | Corea del Sud (bandiera) | C     | Lee Hyun-Seung     |
| 9  | Corea del Sud (bandiera) | A     | Ko Cha-Won         |
| 10 | Brasile (bandiera)       | A     | Weslley            |
| 11 | Corea del Sud (bandiera) | A     | Park Jun-Tae       |
| 12 | Corea del Sud (bandiera) | C     | Park Sun-Yong      |
| 13 | Australia (bandiera)     | D     | Robert Cornthwaite |
| 14 | Corea del Sud (bandiera) | C     | Kim Young-Wook     |
| 16 | Corea del Sud (bandiera) | A     | Lee Yong-Seung     |
| 17 | Corea del Sud (bandiera) | A     | Lee Jong-Ho        |
| 18 | Corea del Sud (bandiera) | A     | Shim Dong-Woon     |
| 19 | Corea del Sud (bandiera) | A     | Shin Young-Jun     |
| 20 | Corea del Sud (bandiera) | D     | Jeong Jun-Yeon     |

| N. |                          | Ruolo | Calciatore      |
| -- | ------------------------ | ----- | --------------- |
| 21 | Corea del Sud (bandiera) | P     | Ryu Won-Woo     |
| 22 | Corea del Sud (bandiera) | D     | Jung Keun-Hee   |
| 23 | Corea del Sud (bandiera) | A     | Gong Young-Sun  |
| 24 | Corea del Sud (bandiera) | C     | Kim Dong-Chul   |
| 25 | Corea del Sud (bandiera) | D     | Yoon Si-Ho      |
| 26 | Corea del Sud (bandiera) | C     | Lee Joong-Kwon  |
| 27 | Corea del Sud (bandiera) | A     | Park Seung-Il   |
| 28 | Corea del Sud (bandiera) | A     | Kim Min-Soo     |
| 29 | Corea del Sud (bandiera) | C     | Park Kyung-Min  |
| 30 | Corea del Sud (bandiera) | D     | Lee Jae-Eok     |
| 31 | Corea del Sud (bandiera) | P     | Kim Dae-Ho      |
| 32 | Corea del Sud (bandiera) | P     | Lee Hwi-Soo     |
| 33 | Corea del Sud (bandiera) | D     | Lee Seul-Chan   |
| 34 | Corea del Sud (bandiera) | A     | Hwang Seon-Bo   |
| 36 | Corea del Sud (bandiera) | D     | Lim Jong-Eun    |
| 77 | Corea del Sud (bandiera) | A     | Jeon Hyeon-Chul |
| 99 | Corea del Sud (bandiera) | C     | Park Jung-Hoon  |